# Лас-Лахас
О колумбийской базилике см. Собор Лас-Лахас
Лас-Лахас — административный центр департамента Пикунчес в провинции Неукен на юго-западе Аргентины.

## История
Лас-Лахас был основан 8 февраля 1895 года.

## Достопримечательности
Самые известные достопримечательности города — памятник кондору, пещерная система кучильо-кура, расположенная в 12 км от города, и каверна льва (исп. Caverna del León), расположенная в 15 км от города.

## География
Город находится на левом берегу реки Агрио.
1. ↑  2022 Argentina census